# サミュエル・ジョンソン
サミュエル・ジョンソン（Samuel Johnson、1709年9月18日（ユリウス暦9月7日） - 1784年12月13日）は、イングランドの文学者（詩人、批評家、文献学者）。「英語辞典」（1755年）の編集で知られる。
18世紀英国において「文壇の大御所」と呼ばれた。親しみを込めて「ジョンソン博士（ドクター・ジョンソン）」と称される。その有名な警句から、しばしば「典型的なイギリス人」と呼ばれる。主著に『英語辞典』、『詩人列伝』、『シェイクスピア全集』（校訂・注釈）など。

## 生涯
イングランド中部のリッチフィールドに生まれる。父は小さな書店主であった。
少年期にわずらった結核によって、片耳が聞こえず、片目は見えず、頸には瘰癧(king's evil)があった。オックスフォード大学で学ぶが家が貧しかったため中退し、故郷に戻り教員になった。1735年、20歳年上で未亡人のエリザベス・ポーター（en:Elizabeth Johnson (died 1752) 1689-1752年）と結婚。
1737年、ロンドンに出て、悲劇を書いたり、新聞への寄稿を行った。1746年に「ザ・クラブ」創設に参加。また同年『英語辞典』の刊行計画を公表した。アカデミー・フランセーズがフランス語辞典（1694年）を完成させるのに40年かかったことから、個人で行うのは無理だと考えられたが、1755年に『英語辞典』2巻を完成させた。この業績によりオックスフォード大学より文学修士。
1759年、小説『ラセラス』を執筆。1763年、30歳年下のジェイムズ・ボズウェルと知り合い、以後交友を結んだ。1765年、シェイクスピアの戯曲集を刊行。1776年に法学博士。
1784年に逝去。

## 英語辞典
この時代の辞典に不満があったロンドンの本屋業界が1746年6月18日の朝 1,500ギニー（2022年の円換算で約4千万円）でジョンソンと執筆依頼契約した。こうして生まれたのが『英語辞典』 (A Dictionary of the English Language) である。編纂にあたりパトロンとしてチェスターフィールド卿を頼ったが断られ、独力で完成させた。
『英語辞典』には以下に示すような皮肉に富んだ主観的な語釈も含まれていたが、これらは第2版以降で修正されていることが多い。
- oat（オート麦）＝穀物。イングランドでは一般に馬に与えられ、スコットランドでは人が食べている[2]（エンバク#文化を参照）。
- tarantula（タランチュラ）＝昆虫。これに咬まれると音楽以外に治療法はない[3]。
- lexicographer（辞書編集者）＝辞書を書く人。文章を書き写し、言葉の意味を説明するという仕事をこつこつとこなす無害の人（a harmless drudge）[4]。
- dull（退屈な）＝活力のない、楽しくないこと。例：辞書作りは退屈な仕事だ。
- fart（屁）[5]=体の後ろから空気を吹き出すこと。

As when we a gun discharge,　「大砲を発射する時のように

Although the bore be ne'er so large,　ただし口径はさほど大きくはない

Before the flame from muzzle burst,　砲口から火を噴く前に

Just at the breech it flashes first;　砲尾で爆発

So from my lord his passion broke,　こうして閣下は癇癪を起こされ、

He farted first, and then he spoke. Swift.　屁を一発、それから口を開かれた」（スウィフト）
- patron（パトロン）＝支持し、擁護し、援助する人。たいていは尊大な態度で保護し、お追従という代償を得る見下げ果てた人間。

## クラブ向きの男
ジョンソンは "Clubbable man"（クラブ向きの男）と呼ばれ、クラブでの談論風発を好んだ。生涯にいくつかのクラブに加入しているが、特に有名なのは1764年にジョシュア・レノルズの呼びかけで創設されたザ・クラブ（文学クラブ、The Club）である。創立メンバーはレノルズ、ジョンソン、エドマンド・バーク、オリヴァー・ゴールドスミスら9人で、後にボズウェル、デイヴィッド・ギャリック（en:David Garrick。俳優）、エドワード・ギボン、アダム・スミスらが加わり、ジョンソンの晩年には35人ほどになった。週1回の夜、居酒屋（tavern）で食事の後に文学談義などを楽しむ集まりで、機知に富んだ話の得意なジョンソンが会話の中心だった。

## エピソード
- 弟子のスコットランド人、ボズウェルによる『サミュエル・ジョンソン伝』は数々の警句で知られ晩年のジョンソンを生き生きと描いており、人物伝の古典大著とされる。
- ロンドンの高等法院近くにジョンソンが暮らし「英語辞典」を完成させた家がジョンソン博士の家として保存されている。
- リリアン・デ・ラ・トーレの推理小説『探偵サミュエル・ジョンソン博士』（中川みほ子訳、論創社、2013年）では、その博識と話術によって事件を解決してゆく。

## 語録
- 腐敗した社会には、多くの法律がある。
- 政府は我々を幸せにすることはできないが、惨めな状態にすることはできる。
- 結婚は多くの苦悩を生むが、独身は何の喜びも生まない。
- あらゆる出来事のもっとも良い面に目を向ける習慣は、年間1千ポンドの所得よりも価値がある。
- 彼の死を悲しんではならない。彼のようなすばらしい奴と出会えたことを喜ばなくてはならない。（「彼」が誰なのかは不明）
- 過ぎ行く時を捉えよ。時々刻々を善用せよ。人生は短き春にして人は花なり。
- ロンドンに飽きた者は人生に飽きた者だ。ロンドンには人生が与え得るものすべてがあるから。（ジョンソンの言葉で最もよく引用される言葉）
- 愛国主義は不埒なやつらの最後の隠れ家だ。

この言葉は1775年4月7日の夕方にジョンソンが述べたものである。広く信じられているのとは異なり、この言葉は愛国主義一般に関するものではない。スコットランド出身の愛国的な政治家第3代ビュート伯爵ジョン・ステュアートとその支持者、さらにはビュートのイングランド系ではない出自につけこもうとする政敵たちが「愛国主義」という言葉を乱用していたことが背景にあり、とくにジョンソンはビュート伯爵に敵対して愛国をかかげていたジョン・ウィルクスに対して非常に批判的であった。ジョンソンは「自称愛国者」一般に対して批判的だったが、「真の」愛国主義と自らが考えるものについては評価していた。愛国主義に真贋を定める発想は前年1774年から既に見られ、この時ジョンソンは「アメリカに対する権利侵害などという馬鹿げた主張を正当化する者は愛国者ではない。（中略）植民地は英国の保護のもとで安定し、英国の憲章によって統治され、そして英国の武力によって防衛されてきたのだ」と語り、ジョージ・ワシントン率いる独立運動家を似非愛国者として痛烈に批判している。
- 地獄への道は善意で舗装されている。
- 怠け者だったら、友達を作れ。友達がなければ、怠けるな。
- 人生において新しい知人をつくらずにいると、やがて独りぼっちになるだろう。人はね、君、友情を常に修復し続けなければならないのだよ。（ジョシュア・レノルズに向かって）
- 信頼なくして友情はない、誠実さなくして信頼はない。(Rambler #18 (May 19, 1750))
- 芝居の規則はお客様が決める[10]。

## 日本語訳
- 「イギリス詩人伝」（小林章夫・原田範行ほか全7名訳、筑摩書房、2009年）
エイブラハム・カウリー、ジョン・ミルトン、ジョン・ドライデン、リチャード・サヴェッジ（英語版）、アレグザンダー・ポープ、ジョナサン・スウィフト 、トマス・グレイ。主に作品集の序文解説
  - 「ドライデン伝」 中川忠訳（あぽろん社、2006年）
  - 「スウィフト 伝記と詩篇」 中川忠訳（あぽろん社、2005年）
  - 「ポウプ伝」 中川忠訳（あぽろん社、1992年）
- 「シェイクスピア論」（吉田健一訳、解題福原麟太郎、創樹社（新版）、1975年）- 序説と作品集の解説
- 「シェイクスピア序説」（中川誠訳、荒竹出版「シェイクスピア論シリーズ5」、1978年）
- 「古典的シェイクスピア論叢　ベン・ジョンソンからカーライルまで」（川地美子編訳、みすず書房、1992年）- 14名・18編でジョンソンも収録。

- 「幸福の追求　アビニシアの王子ラセラスの物語」（朱牟田夏雄訳、岩波文庫、2011年）、初訳は1949年
- 「アビシニアの王子ラセラス」（中村賢一訳、朝日出版社、2019年）
- 「王子ラセラス、幸福への彷徨」（高橋昌久訳、京緑社、2021年）
- 「スコットランド西方諸島の旅」 諏訪部仁・市川泰男・江藤秀一・芝垣茂訳（中央大学出版部・中央大学人文科学研究所翻訳叢書、2006年）
- 「ジョンソン博士とスレイル夫人の旅日記」 諏訪部仁・市川泰男・江藤秀一・稲村善二訳（中央大学出版部・中央大学人文科学研究所翻訳叢書、2017年）。ウェールズ（1774年）、フランス（1775年）の滞在記録

## 日本語文献
- 「サミュエル・ジョンソン伝」（ジェイムズ・ボズウェル、中野好之訳、みすず書房 全3巻）。完訳版、のちオンデマンド版 
  - 「ジョンソン博士の言葉」（中野好之編訳、<大人の本棚>みすず書房）。簡略版
- 「サミュエル・ヂョンスン伝」（神吉三郎訳、岩波文庫 全3巻、復刊1988年）。戦前の抄訳版
- 「福原麟太郎著作集2　ヂョンソン大博士」、他に「新英米文学評伝叢書」（各・研究社出版）- 著者の代表作
- 「ジョンソン博士の『英語辞典』」（ヘンリー・ヒッチングズ、田中京子訳、みすず書房、2007年）
- 「サミュエル・ジョンソン百科事典」（パット・ロジャーズ、日本ジョンソン・クラブ共訳、ゆまに書房、1999年）
- 永嶋大典「ジョンソンの『英語辞典』 その歴史的意義」（大修館書店、1983年）。上記を監訳
- 永嶋大典「ドクター・ジョンソン名言集」（大修館書店、1984年）。ジョンソン伝から引用
- 「英国文化の巨人 サミュエル・ジョンソン」（江藤秀一、芝垣茂、諏訪部仁編著、港の人、2009年）
- 江藤秀一「十八世紀のスコットランド－ドクター・ジョンソンの旅行記を巡って」（開拓社、2008年）
- 諏訪部仁「ジョンソンとボズウェル　事実の周辺」（中央大学学術図書：中央大学出版部、2009年）
- 中原章雄 「「辞書のジョンソン」の成立　ボズウェル日記から伝記へ」（英宝社、1999年）
- 中原章雄 「ジョンソン伝の系譜」（研究社出版、1991年）
- 早川勇「啓蒙思想下のジョンソン辞書　知の集成を目指して」（春風社、2013年）
  - 「ジョンソンと「国語」辞典の誕生　十八世紀巨人の名言・金言」（春風社、2014年）- 約千語を選び邦訳・解説
  - 「ランブラー随筆集 : 十八世紀英国の文豪ジョンソン博士 」（Kindle、2020年）[11][12]- 抄訳だが初訳あり
- 石井善洋「希望の本質　サミュエル・ジョンソンの思想と文学」（広島修道大学学術選書：春風社、2021年）
- 「ジョンソン博士語録」（伊丹レイ子監修、パレードブックス、2007年）- 英文併記：対訳テキスト